# Gwen Stefani
Gwen Renée Stefani (født 3. oktober 1969 i Fullerton, Californien, USA) er en amerikansk sanger, sangskriver, skuespiller og musikproducer. Hun var med til at grundlægge gruppen No Doubt i 1986, og var forsanger for gruppen, hvis hits inkluderer "Just a Girl", "Spiderwebs" og "Don't Speak", fra deres gennebrudsalbum Tragic Kingdom fra 1995 samt "Hey Baby" og "It's My Life" fr fra senere albums.
Mens bandet var på pause påbegyndte Stefani på en solokarriere som popmusiker i 2004, hvor hun udgav sit debutalbum Love. Angel. Music. Baby. Det
var inspireret af popmusik fra 1980'erne, og det blev en kritisk og kommrciel succes. Der blev udsendt seks singler fra albummet, inklusive "What You Waiting For?", "Rich Girl", "Hollaback Girl" og "Cool". "Hollaback Girl" nåede førstepladsen på hitlisten Billboard Hot 100 og blev samtidig den første amerikanske single, der blev solgt i 1 million digitale eksemplarer. I 2006 udgave Stefani sit andet studiealbum, The Sweet Escape. Blandt singlerne var "Wind It Up" og "The Sweet Escape", hvoraf sidstnævnte nåede tredjepladsen på årshitlisten Billboard Hot 100 for 2007. Hendes tredje soloalbum, This Is What the Truth Feels Like (2016), var hendes første soloalbum, der nåede førstepladsen på Billboard 200.
Stefani har vundet tre Grammy Awards. Som solokunstner, har hun modtaget en American Music Award, Brit Award, World Music Award og to Billboard Music Awards. I 2003 lancerede hun sin egen tøjlinje L.A.M.B., og hun udvidede kollektionen i 2005 med Harajuku Lovers, der var inspireret af Japans kultur og mode. I denne periode optrådte Stefani med fire dansere kaldet Harajuku Girls. Hun var gift med den engelske musiker Gavin Rossdale fra 2002 til 2016, og sammen ha de tre sønner. Billboard rangerede Stefani som den 54. mest succesfulde kunstner og den 37. mest succesfulde Hot 100 kunstner fra 2000–2009. VH1 rangerede hende som nr. 13 på deres "100 Greatest Women in Music"-liste i 2012. Inklusive hendes arbejde med No Doubt har Stefani solgt mere end 30 millioner albums på verdensplan.

## Privatliv
14. september 2002 giftede Gwen Stefani sig med Gavin Rossdale, som er medlem af bandet Bush. 26. maj 2006 blev de forældre til en dreng, Kingston James McGregor Rossdale. Parrets anden søn, Zuma Nesta Rock Rossdale, blev født 21. august 2008. Gavin Rossdale og Gwen blev skilt i den 8. april 2016. Siden 2015 har Gwen Stefani dannet par med countrysangeren Blake Shelton.

## Diskografi

### Soloalbum
- Love. Angel. Music. Baby. (2004)
- The Sweet Escape (2006)
- This Is What the Truth Feels Like (2016)[10]
- You Make It Feel Like Christmas (2017)[11]

### Singler
- "South Side" med Moby (2000)
- "Let Me Blow Ya Mind" med Eve (2001)
- "What You Waiting For?" (2004)
- "Rich Girl" med Eve (2005)
- "Hollaback Girl" med Pharrell Williams (2005)
- "Cool" (2005)
- "Can I Have It Like That" med Pharrell Williams (2005)
- "Luxurious" (2005)
- "Crash" (2006)
- "Wind It Up" (2006)
- "The Sweet Escape" med Akon (2007)
- "4 in the Morning" (2007)
- "Now That You Got It" med Damian Jr Gong Marley (2007)
- "Early Winter" (2007)
- "Settle Down" (2012) med No Doubt
- "Baby Don't Lie" (2014)
- "Spark The Fire" (2014)

### Albums med No Doubt
- No Doubt (1992)
- The Beacon Street Collection (1995)
- Tragic Kingdom (1995)
- Return of Saturn (2000)
- Rock Steady (2001)
- Push and Shove (2012)